# 22.2
22.2 lub Hamasaki 22.2 – wielokanałowy system zapisu i odtwarzania dźwięku przestrzennego, wykorzystujący 24 głośniki. Powiązany ze standardem wyświetlania obrazu telewizyjnego UHDTV.

## Pozycje głośników
Głośniki umiejscowione są w trzech płaszczyznach:

### Wyższa warstwa: 9 głośników powyżej wysokości ludzkiego ucha
- górny-przedni-lewy
- górny-bok-lewy
- górny-tylny-lewy
- górny-przedni-środkowy
- górny-środkowy
- górny-tylny-środkowy
- górny-przedni-prawy
- górny-bok-prawy
- górny-tylny-prawy

### Średnia warstwa: 10 głośników na wysokości ludzkiego ucha
|  | - przedni-lewy - bok-lewy - tylny-lewy | - przedni-lewy-środka | - przedni-środkowy - tylny-środkowy | - przedni-prawy-środka | - przedni-prawy - bok-prawy - tylny-prawy |

### Niższa warstwa: 5 głośników poniżej wysokości ludzkiego ucha
- dolny-przedni-lewy
- lewy sub-woofer
- dolny-przedni-środkowy
- dolny-przedni-prawy
- prawy sub-woofer

## Demonstracje
- Expo 2005, Aichi, Japonia
- NAB 2006 konferencja, Las Vegas
- IBC, Amsterdam, Holandia